# Stochastic Fairness Queueing
Stochastic Fairness Queueing, SFQ – bezklasowy algorytm kolejkowania ruchu na routerze działającym pod kontrolą systemu operacyjnego Linux.
Dane przepływające przez interfejs są dzielone na strumienie, które są przydzielane do odpowiadających im kolejek FIFO. Kolejki są kolejno opróżniane tak aby żadna z nich nie mogła wykorzystać całej przepływności łącza. Przy dużej liczbie strumieni, do jednej kolejki może być przydzielone więcej niż jeden strumień. Co pewien czas przydział strumieni do kolejek jest zmieniany za pomocą odpowiedniego algorytmu mieszającego.
Stosowanie SFQ zapewnia, że żaden ze strumieni danych nie jest w stanie "zawłaszczyć" całej przepływności łącza i zablokować innych strumieni.